# Tverrådalskyrkja
Tverrådalskyrkja is een berg van 2087 meter hoogte tussen de gemeente Luster in de provincie Sogn og Fjordane en Skjåk in de provincie Oppland in Noorwegen. De hoofdtop is de Store Tverrådalskyrkja. 700 meter ten zuidwesten van de hoofdtop is een tweede top, de Søre Tverrådalskyrkja.